# Samuel Nyholm
Samuel Nyholm (* 1973 in Lund, genannt: Sany) ist ein schwedischer Grafikdesigner und Illustrator. 
Er studierte von 1995 bis 1999 an der Konstfack in Stockholm und legte dort den Master ab. Während seiner Studienzeit gründete Nyholm 1998 gemeinsam mit Jonas Williamson das Designunternehmen „Reala“. „Reala kreieren eigenwillige Zeichenfamilien bestehend aus gezeichneten Figuren, eigens entwickelten Fonts, grotesken Icons und skurrilen Piktogrammen, die oft in familiären Mutationen mit verschiedenen Größen, Altersstufen, Geschlechtern und Physiognomien existieren. Tendenziell erfinden Reala für jede Aufgabe ein eigenes grafisches System und spezielles Vokabular aus Bildern und Charakteren, innerhalb dessen sie sich gestalterisch austoben“.
Seit 2012 ist Nyholm Professor für Illustration an der Hochschule für Künste Bremen. 2017 ist Nyholm Teilnehmer der Skulptur.Projekte in Münster.